# Renata Lucas
Renata Lucas (* 1971 in Ribeirão Preto) ist eine brasilianische Installations- und Konzeptkünstlerin, die in São Paulo lebt und arbeitet.

## Leben und Werk
Renata Lucas schloss ihr Studium der bildenden Künste 1999 an der Universidade Estadual de Campinas mit dem Master ab und promovierte anschließend 2008 an der Universidade de São Paulo.
Lucas reagiert mit ihren streng konzeptuellen Werken immer direkt auf einen Ort. 2012 war Lucas Teilnehmerin der dOCUMENTA (13). „Ontem, areias movedicas / Yesterday, quicksands“ ist der Grundriss eines fiktiven Monuments, dass sich in Form einer Pyramide über das Raster der Kasseler Straßen legt. 2015 realisierte Lucas in Berlin das Werk Fontes e sequestros aus drei nachgegossenen Segmenten dreier historischer Brunnen in Berlin.

## Ausstellungen (Auswahl)

### Einzelausstellungen
- 2006: Museu de Arte Moderna Aloísio Magalhães, Recife
- 2007: Renata Lucas Falha, REDCAT (Roy and Edna Disney/CalArts Theater), Los Angeles[6]
- 2007: Renata Lucas Gasworks Gallery, London
- 2010: Renata Lucas „Kunst-Werke, 2010 Cabeça e cauda de calvalo / Kopf und Schweif des Pferdes“ Preisträgerin der Schering Stiftung, Kunst-Werke Berlin[7]
- 2011: Renata Lucas Third Time, Peep-Hole Mailand
- 2012: Falha/Failure, Hordaland kunstsenter, Bergen (Norwegen)
- 2014: Renata Lucas, Wiener Secession, Wien

### Gruppenausstellungen
- 2006: 27. Biennale von São Paulo, São Paulo
- 2007: The World as a Stage Tate Modern, London
- 2008: 16. Biennale of Sydney, Sydney
- 2009: Fare Mondi/Making Worlds 53. Biennale di Venezia, Venedig
- 2010: Anna Strand, Renata Lucas Malmö Konsthall, Malmö
- 2011: 12. Istanbul Biennale, Istanbul
- 2012: dOCUMENTA (13), Kassel
- 2013: Tel Aviv Museum of Art,  Tel Aviv
- 2014: 10. Gwangju Biennale, Gwangju[8]
- 2015: Gallery Weekend, Berlin

## Auszeichnungen (Auswahl)
- 2009: Kunstpreis der Schering Stiftung[9]